# Manganeux
Cet article court présente un sujet plus développé dans : Chimie du manganèse.
L'adjectif manganeux se rapporte à l'élément chimique manganèse dans l'état d'oxydation II (deux). On l'utilise pour désigner :
- l'ion manganeux Mn2+, présent en solution aqueuse et dans de nombreux composés chimiques et minéraux ;
- les composés du manganèse où ce dernier est à l'état d'oxydation II (« manganèse(II) »), notamment :
  - l'oxyde manganeux ou oxyde de manganèse(II) MnO,
  - le chlorure manganeux ou chlorure de manganèse(II) MnCl2,
  - le fluorure manganeux ou fluorure de manganèse(II) MnF2,
  - le sulfure manganeux ou sulfure de manganèse(II) MnS,
  - le carbonate manganeux ou carbonate de manganèse(II) MnCO3,
  - le sulfate manganeux ou sulfate de manganèse(II) MnSO4,
  - le titanate manganeux ou titanate de manganèse(II) MnTiO3.